# SkyUp

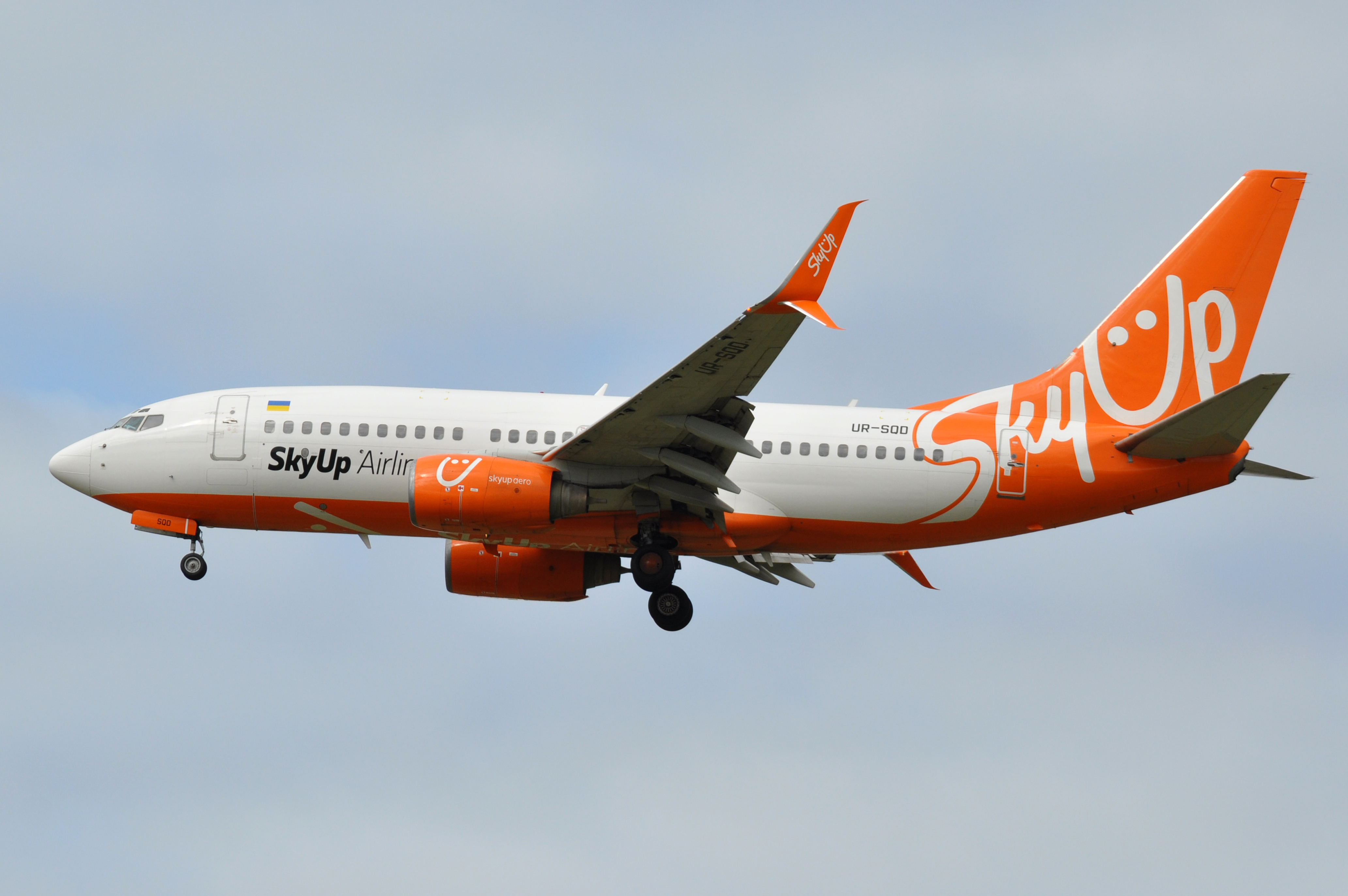
SkyUp Boeing 737-700.

SkyUp Airlines LLC est une compagnie aérienne charter et à bas prix, basée en Ukraine, créée en 2016 et qui a commencé ses opérations en mai 2018.  

## Histoire
La compagnie SkyUp est créée en 2016 à Kiev, en Ukraine. Le 14 décembre 2017, le ministre de l'Infrastructure, Volodymyr Omelyan, annonce le lancement d'une nouvelle compagnie aérienne privée nationale nommée SkyUp Airlines. Les principaux actionnaires de la société étaient ACS-Ukraine Ltd, Yuri Alba et Tatyana Alba, qui possédaient également le voyagiste Join UP !, souhaitant coopérer avec la compagnie aérienne pour fournir des vols charters pour les vacanciers.

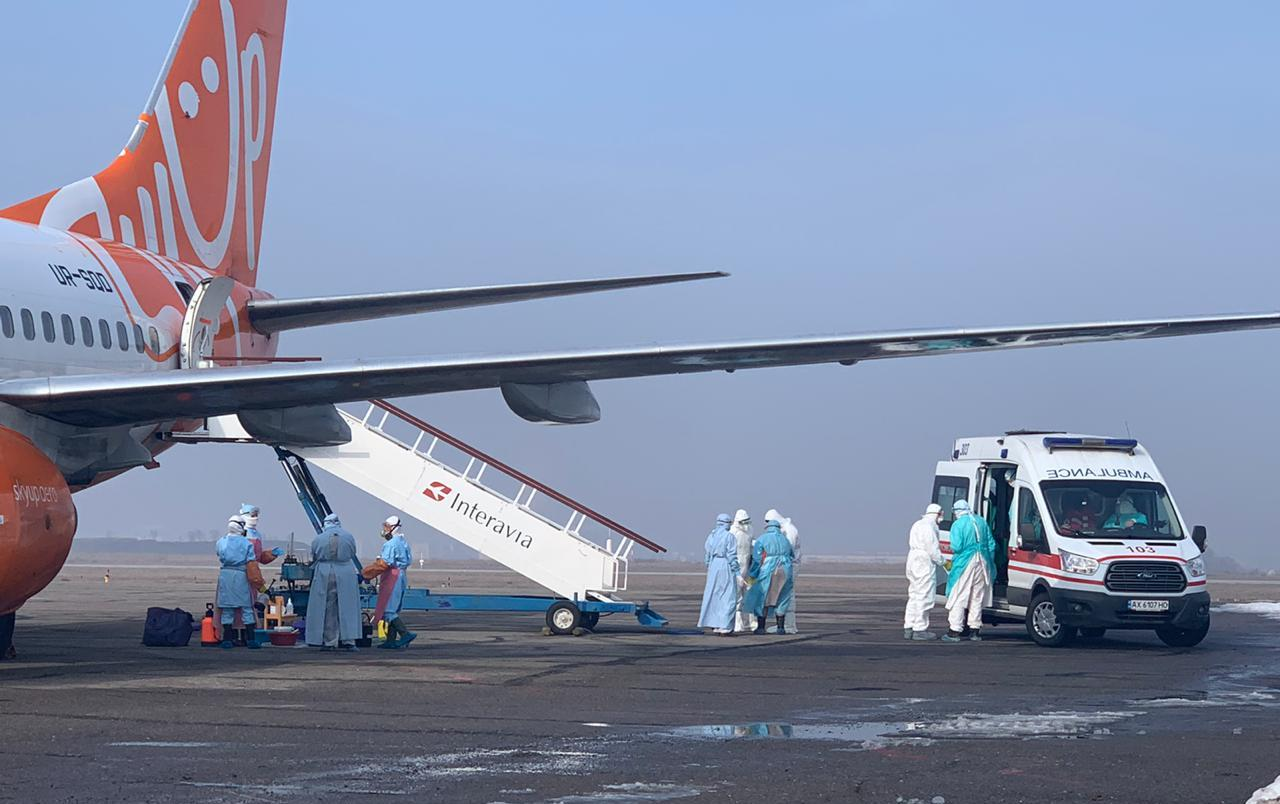
L'Ukraine évacue des citoyens ukrainiens et étrangers de Wuhan.

La première année, la compagnie prévoit de se concentrer sur les vols charters internationaux vers des destinations estivales populaires, ainsi que sur des vols réguliers domestiques et internationaux. La vente des billets commence en avril 2018. SkyUp a également l'intention de coopérer avec Ukraine International Airlines.   
La société commence ses activités le 21 mai 2018 avec un vol reliant Kiev-Zhuliany à Charm el-Cheikh. 
Le 20 février 2020, le gouvernement ukrainien affrète un des avions de la compagnie pour évacuer les citoyens de Wuhan pendant la pandémie du COVID-19.

## Destinations
Lors de son lancement, la compagnie aérienne prévoit d'exploiter des vols charters notamment au départ de Kiev-Boryspil et de Kiev-Zhuliany, ainsi que de Kharkiv, Lviv et Odessa vers seize destinations en Europe : Alicante, Antalya, Bodrum, Burgas, Dalaman, Dubaï, Hurghada, Larnaca, Palma de Majorque, Nice, Rimini, Charm el-Cheikh, Tenerife, Tivat, Tel Aviv et Varna. La compagnie aérienne prévoit par la suite de commencer des vols intérieurs depuis Odessa vers Kiev, Kharkiv et Lviv fin mai ou début juin 2018. La compagnie aérienne a également l'intention d'exploiter des vols internationaux de Kiev vers Barcelone, Dubaï et Larnaca.    
En février 2019, la compagnie aérienne annonce qu'elle change de base principale, quittant Zhuliany pour Boryspil, depuis le début de l'horaire d'été. La compagnie aérienne déclare que cette décision fait suite aux restrictions sur l'exploitation des avions à l'aéroport de Zhuliany.

## Flotte
En octobre 2019, SkyUp Airlines exploite les types d'avions suivants : [C'est-à-dire ?].
En mars 2018, SkyUp Airlines finalise une commande ferme portant sur deux Boeing 737 8 MAX et trois Boeing 737 MAX 10 devant être livrés en 2023. De plus, la compagnie aérienne possède des options portant sur cinq autres appareils,.

En 2018, la compagnie possédait cinq appareils, et compte porter sa flotte à dix-huit appareils en 2022.

## Voir également
- Liste des compagnies aériennes de l'Ukraine (en)
- Liste des compagnies aériennes en Europe
- Liste des compagnies aériennes à bas coûts